# Egon Oehri
Egon Oehri (* 23. Januar 1940 in Mauren) ist ein ehemaliger Liechtensteiner Leichtathlet, der auf den Mittelstreckenlauf spezialisiert war.
Oehri nahm bei den Olympischen Spielen 1960 in Rom teil. In den Wettkämpfen über 800 m und 1500 m schied er jeweils im Vorlauf aus.